# Néo-Renaissance flamande
 (octobre 2015).
Si vous disposez d'ouvrages ou d'articles de référence ou si vous connaissez des sites web de qualité traitant du thème abordé ici, merci de compléter l'article en donnant les références utiles à sa vérifiabilité et en les liant à la section « Notes et références ».

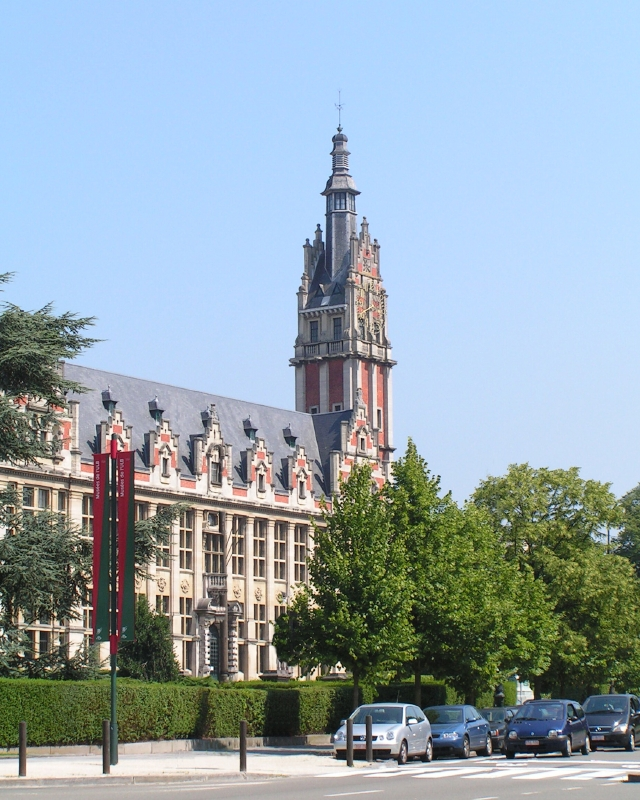
Université libre de Bruxelles.

Le style néo-Renaissance flamande est un style architectural de Belgique et du Nord de la France né dans la seconde moitié du XIXe siècle s'inspirant, dans le prolongement du courant historiciste, de l'architecture de la Renaissance flamande.  On le retrouve également dans les arts décoratifs. 

## Description

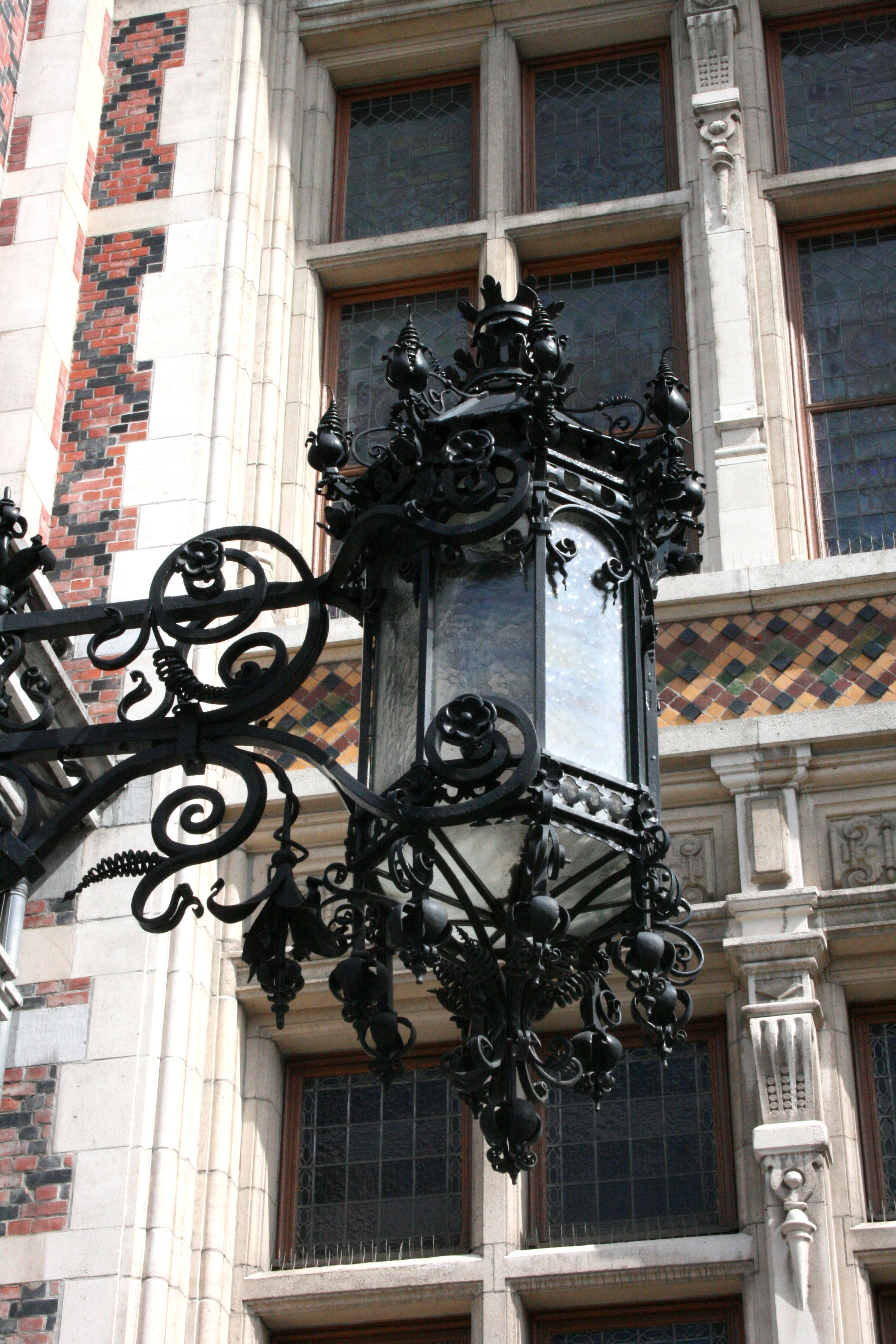
Hôtel communal de Schaerbeek, ferronnerie.

Il se caractérise par des élévations en briques et en pierres et des formes caractéristiques (pignons, tourelles, logettes…).
La combinaison de différents matériaux (brique rouge, pierre blanche, pierre bleue) offre un bel effet chromatique, auquel viennent s'ajouter les ferronneries.

## Histoire
En 1830, la mode en Belgique est au néo-classicisme. Les architectes du jeune pays, qui est à la recherche d'une identité, se détournent progressivement de ce style et  explorent les styles «historisants», à la recherche d'un style «national», que l'on croit d'abord pouvoir retrouver dans l'architecture du Moyen Âge. La vogue du néo-gothique, très lié au renouveau catholique, est vue d'un mauvais œil par les Libéraux belges aux idées laïques. Ces derniers voient dans les Pays-Bas du XVIe siècle et la révolte contre le régime espagnol d'abord un âge d'or haut en couleur, ensuite la lutte contre le despotisme.
Les premiers jalons sont posés dans les années 1850. En 1859, Jean-Pierre Cluysenaar écrit déjà: « La Belgique a possédé, du temps de la domination espagnole, une architecture extrêmement pittoresque, mais dont il reste à peine quelques traces. Cette architecture, à tours et tourelles mêlées de pignons élevés, était surtout favorable à l'emploi de nos matériaux, qui sont la brique rouge, la pierre bleue de grande dimension et la pierre blanche beaucoup plus petite ». Parmi les livres qui disposent favorablement les esprits à ce nouveau style, on peut citer Histoire de l'influence italienne dans les Pays-Bas (1879) d'Auguste Schoy, et Documents Classés de l'Art dans les Pays-Bas du Xe au XVIIIe siècle de Jules-Jacques Van Ysendyck (1880-1890).

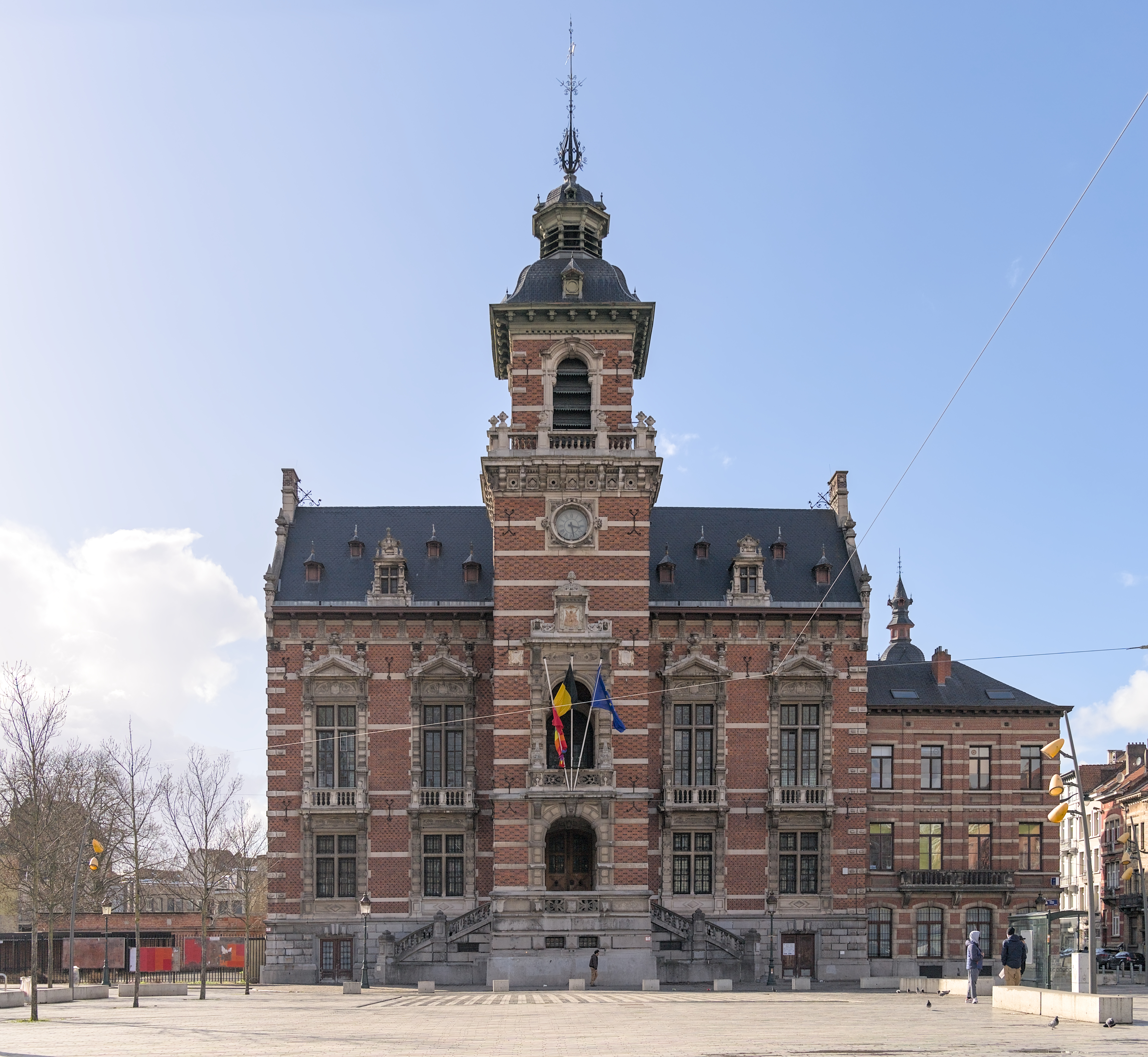
Maison communale d'Anderlecht.

La Maison flamande de l'architecte-décorateur Charle-Albert, dont la construction commence en 1869, est un exemple abouti du nouveau style  Celui-ci accède à la renommée internationale avec le pavillon belge d'Émile Janlet à l'Exposition universelle de 1878 à Paris. Le nouveau style est accueilli favorablement par les édiles libéraux, qui veulent construire des maisons communales, gares ou écoles dignes de leur commune. Parmi ces symboles de prospérité communale, on peut citer l'Hôtel communal de Schaerbeek et celui d'Anderlecht, construits par Van Ysendyck.
Le style néo-Renaissance flamande ne se limite pas aux édifices publics, mais connaît également un succès certain dans les maisons privées. Les maisons de la place Colignon à Schaerbeek et l'hôtel de maître située rue Louis Hap 156 à Etterbeek en sont un beau témoignage. 
La popularité de ce style sera de courte durée. Ses détracteurs, parmi lesquels le roi Léopold II, lui reprochent son manque de solemnité. Par ailleurs, son caractère flamand pose question lorsque le Mouvement flamand se développe  dans les années 1890. Son effacement progressif coïncide avec l'essor d'autres styles: éclectisme (qui peut comporter des éléments néo-Renaissance flamande), Art nouveau ou Beaux-Arts. Le style néo-Renaissance flamande survit néanmoins dans le courant régionaliste et se renouvelle, connaissant un nouvel essor particulièrement important lors des reconstructions après la Première Guerre mondiale, en Flandre belge et dans le nord de la France.